# The Boy with No Name
The Boy with No Name es el quinto disco de estudio de Travis. Se publicó el 7 de mayo de 2007, en el Reino Unido y el 8 de mayo en los Estados Unidos.

## Lista de canciones
Todas las canciones escritas por Fran Healy excepto
1. "3 Times and You Lose" (Healy, Andy Dunlop) – 4:14
2. "Selfish Jean" – 4:00
3. "Closer" – 4:00
4. "Big Chair" (Healy, Dunlop) – 4:07
5. "Battleships" – 4:11
  - Segunda voz por Julia Stone.
6. "Eyes Wide Open" – 2:59
7. "My Eyes" – 4:08
8. "One Night" – 4:00
9. "Under the Moonlight" (Susie Hug) – 4:00
  - Segunda voz por KT Tunstall.
10. "Out in Space" – 3:35
11. "Colder" (Healy, Dougie Payne) – 4:06
12. "New Amsterdam" – 2:37
13. "Sailing Away" (hidden bonus track) – 3:31
  - Comienza a los 5:52 de la pista anterior (5:38 en la versión del Reino Unido).
14. "Perfect Heaven Space" (UK bonus track) – 3:50
15. "Say Hello" (iTunes bonus track) - 3:33 (Disponible solo el día del lanzamiento)

- Datos: Q2328129